# Molophilus carstensis
Molophilus carstensis là một loài ruồi trong họ Limoniidae. Chúng phân bố ở miền Cổ bắc.